# Benjamin Lecomte
Benjamin Pascal Lecomte (Parijs, 26 april 1991) is een Frans voetballer die speelt als doelman. In juli 2025 verruilde hij Montpellier voor Fulham.

## Clubcarrière

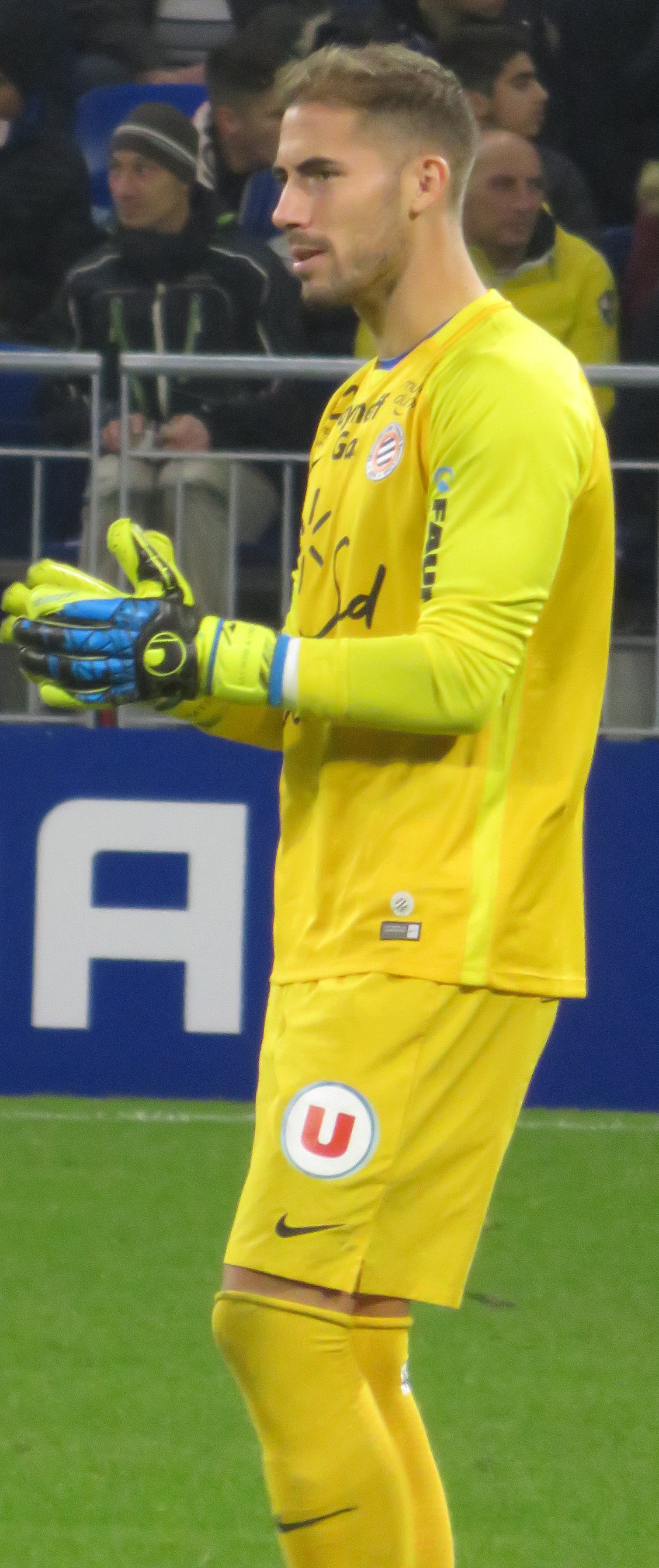
Lecomte spelend voor Montpellier in 2017

Lecomte speelde in de jeugd in dienst van amateurclubs Arcueil Municipal en Antony Sports, voordat de doelman in 2006 in de jeugdopleiding van Chamois Niortais terechtkwam. Na drie jaar maakte hij de overstap naar FC Lorient, waar hij na één jaar in het eerste elftal geplaatst werd. Zijn professionele debuut maakte Lecomte op 23 oktober 2010, toen er met 1-0 verloren werd op bezoek bij AS Nancy. Na zijn contract bij de club verlengd te hebben tot de zomer van 2018, werd de sluitpost in de zomer van 2013 voor de duur van één seizoen verhuurd aan Dijon. In 2016 werd zijn contract verlengd tot medio 2019.
Een jaar later maakte Lecomte de overstap naar Montpellier, waar hij zijn handtekening zette onder een verbintenis voor de duur van vijf seizoenen. Met de overgang was circa tweeënhalf miljoen euro gemoeid. Eind september 2018 werd het contract van Lecomte verlengd tot medio 2023. In de zomer van 2019 nam AS Monaco de doelman over voor circa dertienenhalf miljoen euro en hij kreeg een contract voor vijf seizoenen voorgeschoteld.
Na twee seizoenen als eerste doelman werd Lecomte op huurbasis overgenomen door Atlético Madrid. In de Spaanse hoofdstad kwam hij niet in actie en het seizoen erop bleef hij in Spanje spelen, toen Espanyol hem huurde. In de winterstop keerde hij terug naar Monaco, wat hem direct voor circa twee miljoen euro verkocht aan zijn oude club Montpellier, waar hij voor vierenhalf jaar tekende. Fulham haalde Lecomte in juli 2025 voor een half miljoen euro naar Engeland.

## Clubstatistieken
| Seizoen | Club              | Competitie       | Competitie | Competitie | Beker | Beker | Internationaal | Internationaal | Totaal | Totaal |
| Seizoen | Club              | Competitie       | Wed.       | Dlp.       | Wed.  | Dlp.  | Wed.           | Dlp.           | Wed.   | Dlp.   |
| ------- | ----------------- | ---------------- | ---------- | ---------- | ----- | ----- | -------------- | -------------- | ------ | ------ |
| 2010/11 | FC Lorient        | Ligue 1          | 2          | 0          | 1     | 0     | —              | —              | 3      | 0      |
| 2011/12 | FC Lorient        | Ligue 1          | 5          | 0          | 3     | 0     | —              | —              | 8      | 0      |
| 2012/13 | FC Lorient        | Ligue 1          | 5          | 0          | 6     | 0     | —              | —              | 11     | 0      |
| 2013/14 | FC Lorient        | Ligue 1          | 1          | 0          | 0     | 0     | —              | —              | 1      | 0      |
| 2013/14 | → Dijon           | Ligue 2          | 31         | 0          | 0     | 0     | —              | —              | 31     | 0      |
| 2014/15 | FC Lorient        | Ligue 1          | 38         | 0          | 1     | 0     | —              | —              | 39     | 0      |
| 2015/16 | FC Lorient        | Ligue 1          | 37         | 0          | 5     | 0     | —              | —              | 42     | 0      |
| 2016/17 | FC Lorient        | Ligue 1          | 31         | 0          | 5     | 0     | —              | —              | 36     | 0      |
| 2017/18 | Montpellier       | Ligue 1          | 38         | 0          | 3     | 0     | —              | —              | 41     | 0      |
| 2018/19 | Montpellier       | Ligue 1          | 37         | 0          | 1     | 0     | —              | —              | 38     | 0      |
| 2019/20 | AS Monaco         | Ligue 1          | 28         | 0          | 4     | 0     | —              | —              | 32     | 0      |
| 2020/21 | AS Monaco         | Ligue 1          | 28         | 0          | 0     | 0     | —              | —              | 28     | 0      |
| 2021/22 | → Atlético Madrid | Primera División | 0          | 0          | 0     | 0     | 0              | 0              | 0      | 0      |
| 2022/23 | → Espanyol        | Primera División | 10         | 0          | 0     | 0     | —              | —              | 10     | 0      |
| 2022/23 | Montpellier       | Ligue 1          | 19         | 0          | 0     | 0     | —              | —              | 19     | 0      |
| 2023/24 | Montpellier       | Ligue 1          | 30         | 0          | 3     | 0     | —              | —              | 33     | 0      |
| 2024/25 | Montpellier       | Ligue 1          | 30         | 0          | 0     | 0     | —              | —              | 30     | 0      |
| 2025/26 | Fulham            | Premier League   | 0          | 0          | 0     | 0     | —              | —              | 0      | 0      |
| Totaal  | Totaal            | Totaal           | 370        | 0          | 32    | 0     | 0              | 0              | 402    | 0      |

Bijgewerkt op 14 augustus 2025.

## Interlandcarrière
Lecomte werd in september 2018 voor het eerst opgeroepen voor het Frans voetbalelftal, door bondscoach Didier Deschamps. Hij verving de door een blessure afgehaakte Hugo Lloris. Tijdens de wedstrijden tegen Duitsland (0–0) en Nederland (2–1 winst) in de Nations League 2018/19 bleef de sluitpost als ongebruikte wissel op de reservebank.